# جوان كينيدي
جوان كينيدي هي مغنية وكاتبة غنائية كندية، ولدت في 1960.

## وصلات خارجية
- الموقع الرسمي
- جوان كينيدي على موقع ميوزك برينز (الإنجليزية)
- جوان كينيدي على موقع إن إن دي بي (الإنجليزية)
- جوان كينيدي على موقع أول ميوزيك (الإنجليزية)
- جوان كينيدي على موقع ديسكوغز (الإنجليزية)